# زنگ تفریح (فیلم ۱۳۵۱)
زنگ تفریح فیلمی ایرانی ساخته عباس کیارستمی در سال ۱۳۵۱ خورشیدی است. به خلاف فیلم نخست از این فیلم استقبال چندانی نشد. منتقدان نیز این فیلم را نکوهش کردند. اما کیارستمی خود معتقد است که این فیلم راه جدیدی در سینما می‌گشاید، گر چه اعتراف می‌کند که قصه فیلم کمبودهایی دارد. با این همه این فیلم به نوعی آغاز سینمایی است که به آن سینمای کیارستمی می‌گویند.

## خلاصه داستان
دارا در راهروی مدرسه به دیوار تکیه داده‌است. توپی دارد و بادکنکی که در حال باد کردن آن است. او و دوستش اکبر با توپ شیشه پنجره مدرسه را شکسته‌اند. ناظم مدرسه او را تنبیه می‌کند. پس از به صدا درآمدن زنگ تعطیلی مدرسه دارا و دیگر دانش‌آموزان به سوی در مدرسه هجوم می‌برند. در کوچه عده‌ای نوجوان مشغول بازی هستند. دارا ضربه‌ای به توپ‌شان می‌زند و فرار می‌کند. یکی از بچه‌ها او را دنبال می‌کند و دارا وارد خانه‌ای می‌شود. وقتی مطمئن می‌شود که پسر رفته‌است از آن خانه خارج می‌شود و به سوی خارج شهر می‌رود. در کنار جاده عبور ماشین‌ها را تماشا می‌کند، سپس بر خلاف جهت حرکت ماشین‌ها به راهش ادامه می‌دهد. تصویر به مرور سفید می‌شود.